# Abraham Teniers

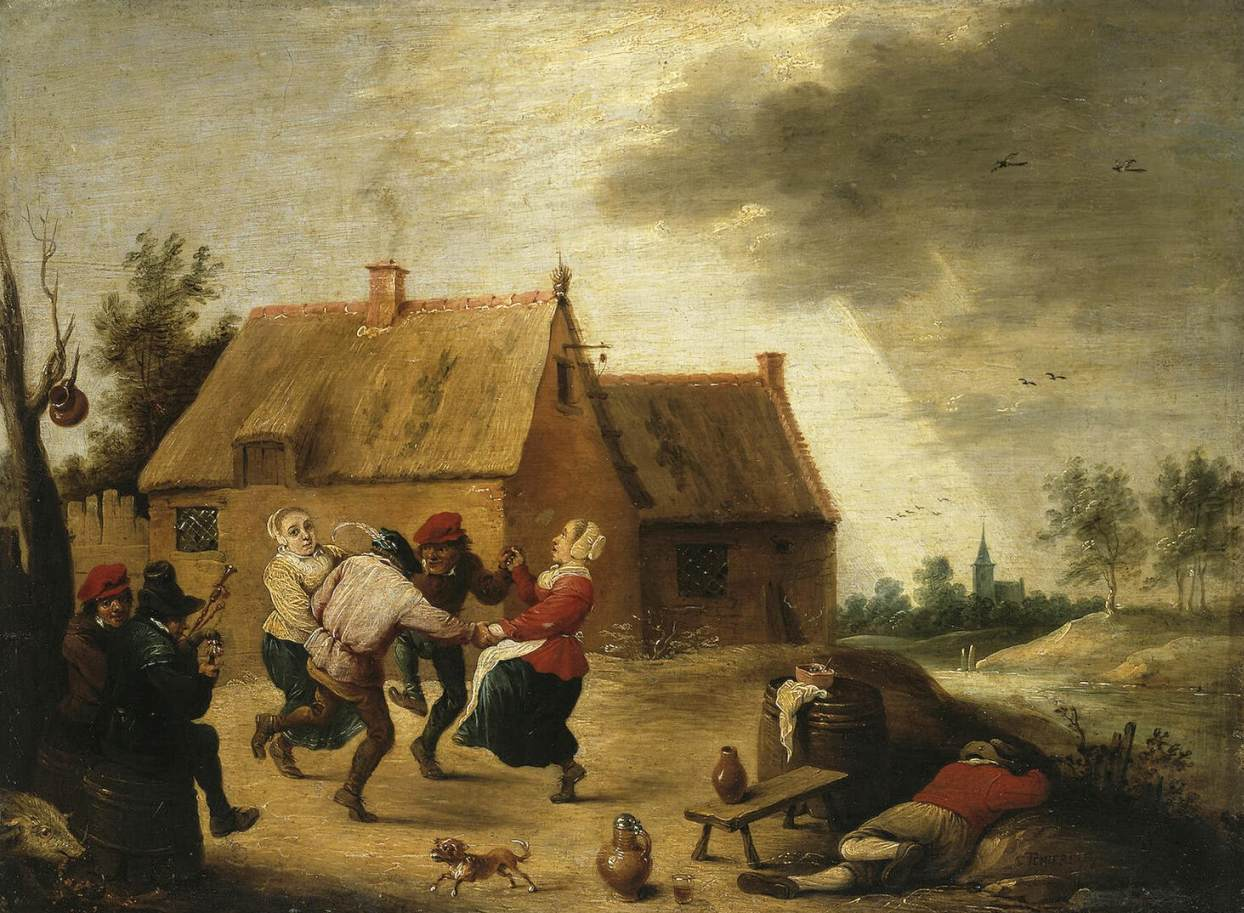
Taniec chłopski (1660-70)

Abraham Teniers (ochrz. 1 marca 1629 w Antwerpii, zm. 26 września 1670 tamże) – flamandzki malarz okresu baroku. 
Był synem Davida Teniersa I Starszego. Jego trzej bracia – David, Theodoor i Julien również byli malarzami. W 1646 został członkiem gildii św. Łukasza. W 1664 ożenił się z Isabelle de Roore. Malował obrazy religijne, sceny rodzajowe i portrety.

## Wybrane dzieła
- Człowiek w tawernie zapalający fajkę – Palazzo Rosso, Genua
- Portret starszego mężczyzny – 1660, 9,2 × 7,1 cm, Gemäldegalerie, Berlin
- Portret starszej kobiety – 1661, 9 × 7 cm, Gemäldegalerie, Berlin
- Strażnik – 49 × 68 cm, Prado, Madryt
- Święto wiejskie – 1661-63, 28 × 37 cm, Ermitaż, Sankt Petersburg
- Taniec chłopski – 1660-70, 28 × 38 cm, Ermitaż, Sankt Petersburg
- W kuchni – 37,5 × 59,5 cm, Galeria Obrazów Starych Mistrzów w Dreźnie